# Zabrdje, Mirna
Zabrdje este o localitate din comuna Mirna, Slovenia, cu o populație de 158 de locuitori.